# Socinianisme

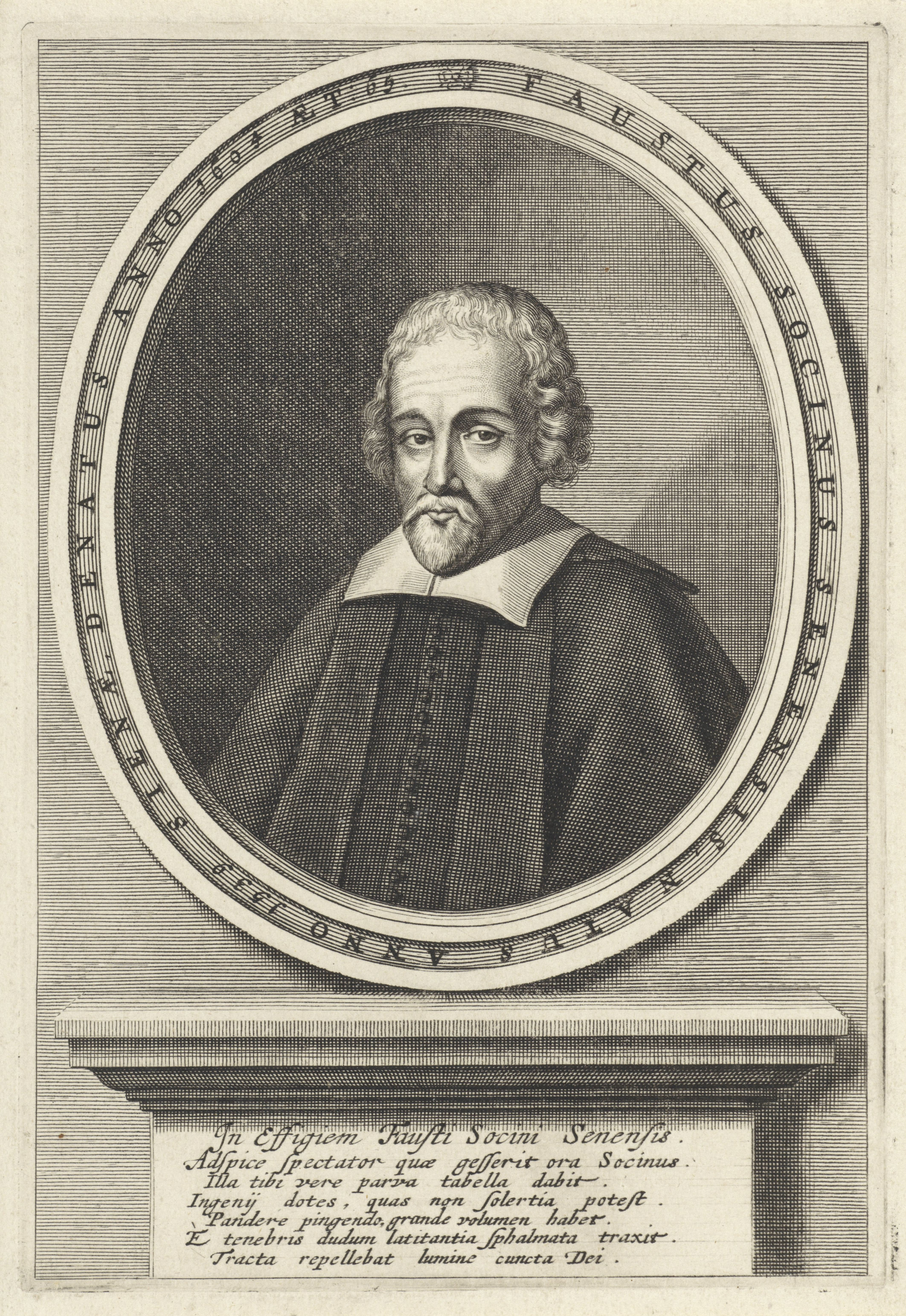
Faustus Socinus.

El Socinianisme fou un moviment ideològic religiós elaborat per Lelio Socini i Faust Socini. Basat en l'antitrinitarisme de Miquel Servet, l'anabaptisme i una interpretació racionalista del cristianisme. Nega els sagraments. La salvació no ve del sacrifici de Jesucrist acceptat pel Pare, sinó de la imitació de Jesús per l'esforç ètic. Esforç i obediència que porten l'home al veritable coneixement de Déu unitari i de Jesús, home divinitzat, que garanteix la resurrecció dels homes que imitin la seva vida.
Per distingir-se de l'arrianisme en la negació de la preexistència de Crist abans del seu naixement.
Des del segle xvii aquest moviment és conegut per unitarisme a Anglaterra. Als Estats Units el moviment es va fusionar amb l'universalisme el 1961.